# Зврцало (лист Стари Бечеј)
Зврцало је лист за шалу, који је излазио у Старом Бечеју у периоду 1896/1897. године.

## Историјат
Зврцало је први и једини хумористичко-сатирични лист који је објављен у Старом Бечеју. Први број изашао је 13. октобра 1896, а последњи 15. децембра 1897. године. Изашло је укупно 12 бројева. Лист је престао да излази због великих трошкова штампања.
Аутори текстова су непознати јер су се потписивали псеудонимима као што је „Сремац” који је био и главни уредник. Одговорни уредник је био Тривун Црнић.

### Тематика
- Досетке
- Шале
- Анегдоте
- Забавни чланци

### Изглед листа
Ни један број листа није сачуван.

### Периодичност излажења
Излазио је два пута месечно, сваког 1. и 15.

### Место издавања
Стари Бечеј, 1896/1897.